# Marmato
Marmato is een gemeente in het Colombiaanse departement Caldas. De gemeente telt 8175 inwoners (2005).